# Juan Sabines Guerrero
Juan José Sabines Guerrero (Tepetlaoxtoc, 20 augustus 1968) is een partijloos Mexicaans politicus. Van 2006 tot 2012 was hij gouverneur van Chiapas. In 2015 werd hij benoemd tot consul van Mexico in Orlando.
Sabines Guerrero is de zoon van Juan Sabines Gutiérrez, voormalig gouverneur van Chiapas, en een neef van de schrijver Jaime Sabines. Hij studeerde politicologie en bestuurskunde aan de Ibero-Amerikaanse Universiteit. Van 2005 tot 2006 was hij voor de Institutioneel Revolutionaire Partij (PRI) burgemeester van Tuxtla Gutiérrez. In 2006 verliet hij die partij en stelde hij zich voor de Alliantie voor het Welzijn van Allen, een coalitie bestaande uit de Partij van de Democratische Revolutie (PRD), Partij van de Arbeid (PT) en Convergentie, kandidaat voor de gouverneursverkiezingen in zijn thuisstaat Chiapas.
Voor de verkiezingen ontstond enige beroering toen Francisco Rojas Toledo, kandidaat van de Nationale Actiepartij (PAN), zijn kandidatuur voor het gouverneurschap introk om José Antonio Aguilar Bodegas van de PRI te steunen, om zo de overwinning uit handen van Sabines Guerrero te houden. Dit bleek echter onwettig te zijn, en Rojas bleef officieel nog steeds kandidaat, maar riep zijn aanhang op niet op hem te stemmen. Tegelijkertijd beschuldigden de tegenstanders van Sabines de zittende gouverneur Pablo Salazar ervan op een onwettige manier Sabines Guerrero's kanidatuur te steunen. Sabines Guerrero won de verkiezingen uiteindelijk met een minieme marge (0,2%) op Aguilar Bodegas, die echter aankondigde de uitslag aan te vechten. Sabines trad op 8 december 2006 aan als gouverneur.